# Riera de l'Estany
La Riera de l'Estany és una riera dels termes municipals de l'Estany i de Santa Maria d'Oló, a la comarca del Moianès. El seu recorregut pel terme olonenc és dins del poble rural de Sant Feliuet de Terrassola.

## Terme municipal de l'Estany

La Riera de l'Estany, respecte del terme de l'Estany

Es forma a tocar de l'extrem nord-est del poble per la unió del Rec de les Nogueres, que ve de l'antic estany de l'Estany, i el torrentet que baixa de la Crossa, al nord del Molí del Grau. Des d'aquest lloc davalla cap al nord, travessa la Sauleda, deixant a l'esquerra el Polígon industrial de l'Estany i a la dreta el Tancat dels Frares.
Continua cap al nord, deixant a ponent els paratges de Camp Roqueta i les Fonts, en un tram on troba a l'esquerra la Font de la Sala i a la dreta la Font de Sant Antoni, i de seguida arriba al lloc on, a llevant de la riera, hi ha el Molí del Castell, i tot seguit travessa per sota la carretera C-59 pel Pont del Molí, on hi ha la Font del Molí. Tot seguit arriba al termenal amb Santa Maria d'Oló, de manera que abandona el terme de l'Estany.

## Terme municipal de Santa Maria d'Oló
Entra en aquest terme deixant a ponent els Camps Magres, i es va decantant cap al nord-oest. Aviat troba a la dreta la masia del Pla, al lloc on es dreça, dalt i al sud-oest, la del Castell. A prop i al nord-oest del Pla la Riera de l'Estany es transforma en la Riera del Molí.